# Belgische Annexionspläne nach dem Zweiten Weltkrieg
Nachdem das Deutsche Reich den Zweiten Weltkrieg verloren hatte, plante Belgien ab 1945, Gebietsteile entlang der deutsch-belgischen Grenze zu annektieren. Dies wurde neben Geldzahlungen und dem Überlassen von Arbeitskräften als eine Möglichkeit der Reparation in Betracht gezogen. Mitte April 1949 gab Belgien überraschend einen Verzicht auf die meisten der beanspruchten Gebiete bekannt.

## Tatsächliche Abtretungen

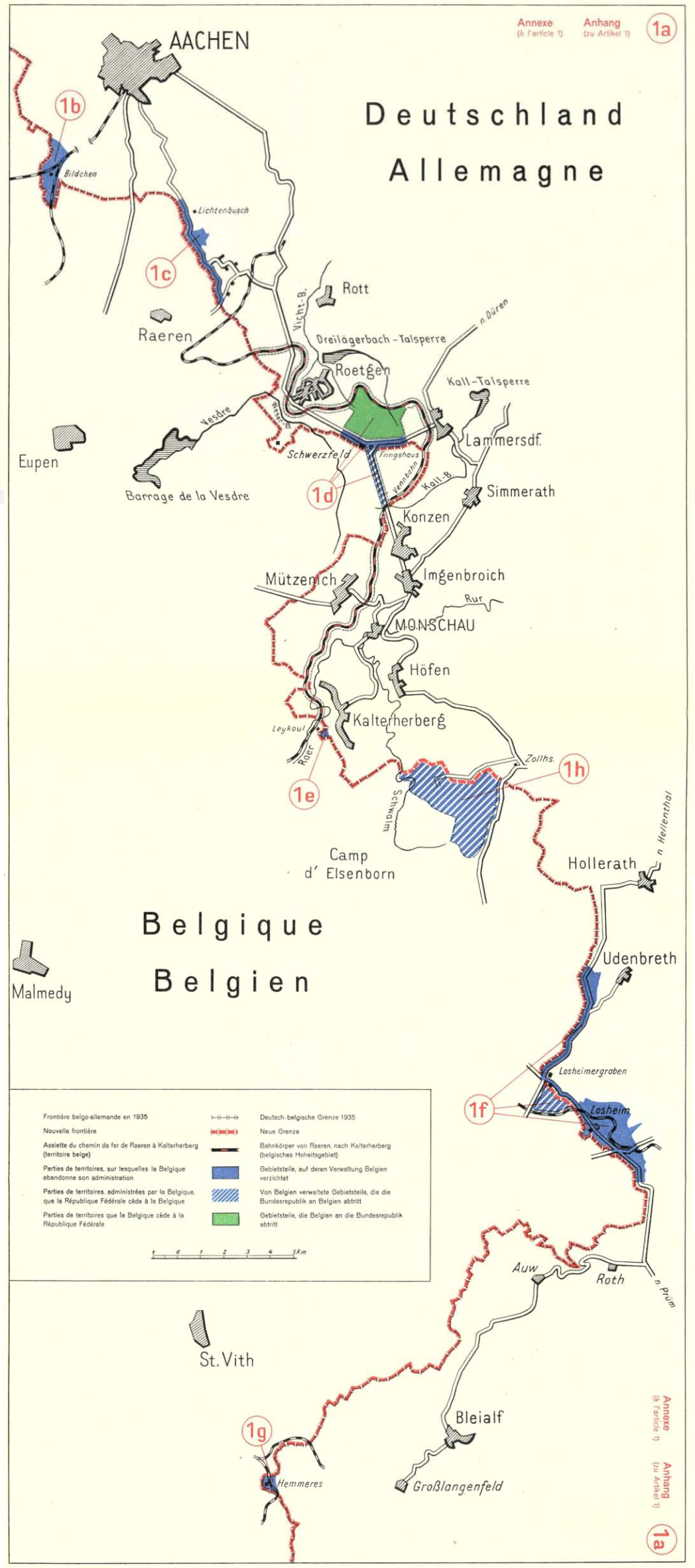
Karte der Gebietsänderungen

Am 1. April 1949 (vor Gründung der Bundesrepublik Deutschland) kam es zur zeitweiligen Ausgliederung von Grenzgebieten aus dem Gebiet Nordrhein-Westfalens und von Rheinland-Pfalz nach Belgien. Dies umfasste folgende Bereiche:
- den Aachener Ortsteil Bildchen (eine kleine Siedlung westlich der Stadt),
- einige Teile des Dorfes Leykaul sowie mehrere Bauernhöfe des heute zu Monschau gehörenden Ortes Kalterherberg,
- den Ort Losheim, heute zur Gemeinde Hellenthal gehörend,
- den Ort Losheimergraben und
- den Ort Hemmeres, Gemeinde Winterspelt in Rheinland-Pfalz.

Ursprünglich war auch die Einbeziehung mehrerer deutscher de-facto-Exklaven, umschlossen von belgischem Gebiet, geplant. Diese Exklaven bestehen heute noch, da die Trasse der Vennbahn offiziell belgisches Staatsgebiet ist und die westlich davon gelegenen Orte somit vom deutschen Staatsgebiet abschneidet. Es handelt sich um:
- Ruitzhof (zu Kalterherberg, Stadtteil von Monschau),
- Mützenich (Stadtteil von Monschau),
- das Gehöft Rückschlag (zu Konzen, Stadtteil von Monschau),
- der westliche Teil von Lammersdorf (Ortsteil von Simmerath) und
- Teile von Roetgen.

Des Weiteren handelt es sich um mehrere Forstgebiete im Bereich zwischen dem belgischen Elsenborn und der deutschen Gemeinde Kalterherberg.
Die Einwohner dieser Gebiete sollten trotz der Grenzänderungen vorläufig deutsche Staatsangehörige bleiben und wurden unter belgischer Sonderverwaltung unter Leitung des Hasselter Generals Paul Bolle gestellt, woraufhin die Verwaltungszone im Volksmund die Bezeichnung „Bollenien“ erhielt. Die Verwaltungszone wurde mit dem belgischen Bürgermeister Gouder de Beauregard besetzt, der im ehemaligen Zollhaus von Bildchen residierte, Bolle selbst saß mit seinen direkten Mitarbeitern dagegen in Eupen. Es galt die belgische Gesetzgebung, wobei das Gerichtswesen durch die Schaffung eines speziellen Sondergerichts gelöst wurde, das in Bildchen tagte. Nach Anweisungen vom belgischen Justizministerium wurde je nach Fall nach belgischem, deutschem oder Rheinischem Recht geurteilt. So galten beispielsweise bei Verkehrsdelikten die belgische Verkehrsordnung oder bei Miet- und Pachtstreitigkeiten die deutschen Rechtsnormen.
Belgien war nach dem Krieg schrittweise von den territorialen Forderungen zurückgetreten. Nach dem alliierten Beschluss vom 26. März 1949 sollten einige Ortschaften und die von Belgien besonders geforderte Vennbahn übergeben werden. Am 15. April 1949, einem Karfreitag, zeichnete sich in Belgien jedoch ein Meinungswandel ab. Die belgische Regierung erklärte offiziell, dass sie auf den Großteil der ihr zugesprochenen Ortschaften verzichte. Dieser Verzicht war aber angeblich nicht die Folge des fortdauernden Protestes der Landesregierung von Nordrhein-Westfalen, sondern eine Einsicht in die Unwirtschaftlichkeit der Grenzkorrektur durch Belgien. Da die Vennbahn nach belgischer Einschätzung über Jahre hinweg enorme Mittel zum Aufbau verschlingen würde, verzichtete man auf die Übernahme der anliegenden Ortschaften in die Militärverwaltung. Außerdem wurde von der Regierung in der belgischen Öffentlichkeit keine Mehrheit für diese Maßnahmen gesehen.

## Die Rückgabe der annektierten Gebiete
Die Rückgabe der annektierten Gebiete an Deutschland erfolgte am 28. August 1958 aufgrund eines am 24. September 1956 geschlossenen deutsch-belgischen Grenzvertrages (BGBl. 1958 II S. 262). Ausgenommen von der Rückgabe blieben die Orte Losheimergraben und der westliche Teil des Ortes Leykaul sowie einige Forstgebiete. Diese Gebiete blieben bei Belgien, ebenso die 1940 okkupierten und an das Deutsche Reich angegliederten Gebiete von Eupen und Malmedy, die zuvor Staatsgebiet des deutschen Kaiserreichs gewesen und im Zuge des Versailler Vertrages an Belgien gegangen waren. Mit der endgültigen Grenzbereinigung gingen Teile des Bollenien-Archivs an die Bundesrepublik zurück, aber General Bolle überließ auch einen Teil seiner Akten einer Privatperson aus Eupen, die 2017 an das Staatsarchiv in Eupen übergeben wurden.
Im Januar 2008 erwog der beigeordnete belgische Bezirkskommissar Marcel Lejoly, dass der inzwischen geplante Abbau der Schienen der Vennbahn „internationale Konsequenzen“ nach sich ziehen könnte. Es sei nicht ausgeschlossen, dass die Gebiete an Deutschland zurückzugeben seien. Jedoch erklärten sowohl das belgische Außenministerium als auch das Auswärtige Amt in Deutschland, dass die Grenzen abschließend vertraglich geregelt seien und somit keine Änderung stattfinden werde. Der deutsch-belgische Grenzvertrag von 1956, auf den sich das Auswärtige Amt beruft, enthält aber keinen Hinweis, was geschehen soll, wenn die im Vertrag erwähnten Bahnanlagen nicht mehr existieren. Die Option auf den Bahnverkehr ist zudem nicht aufgegeben worden, der auf der Strecke geplante Radweg verhindert das nicht.
Bis heute gibt es rechtliche Probleme, insbesondere bei Unfällen, an der B 258. Diese Bundesstraße kreuzt insgesamt dreimal den Vennbahnradweg, der auf den ehemaligen Gleisanlagen der 1989 stillgelegten Vennbahn verläuft. Der Radweg gehört zum RAVeL-Netz und liegt auf belgischem Staatsgebiet. Dies wird teilweise durch Schilder und Grenzsteine gekennzeichnet. Dadurch überquert die Bundesstraße innerhalb weniger hundert Meter sechsmal die Grenze zwischen Deutschland und Belgien, was in der Vergangenheit zu Zuständigkeitsproblemen bei Unfällen auf belgischem Gebiet führte. In diesen Fällen mussten belgische Einsatzkräfte aus dem 14 km entfernten Eupen anrücken. Dies wurde erst durch ein Amtshilfeabkommen zwischen Belgien und Deutschland hinfällig. Die Zuständigkeit der belgischen Staatsanwaltschaft und des Gerichts in Eupen ist davon nicht betroffen. Dies kann wegen unterschiedlicher Verkehrsvorschriften, u. a. der Geschwindigkeitsbegrenzung 90 statt 100 km/h außerhalb der geschlossenen Ortschaft, Promillegrenzen sowie Regelungen für Personen unter 18 Jahren, beispielsweise bei begleitendem Fahren oder hinsichtlich der Fahrerlaubnis für Leichtkrafträder, zu unangenehmen Überraschungen führen. In der Vergangenheit gehörte auch die belgische Vorfahrtsverzichtsregelung zu diesen Unterschieden, sie ist jedoch seit März 2007 abgeschafft. Bei zivilrechtlichen Streitigkeiten können, da belgisches Recht angewendet wird, für Fahrer mit Sitz in Deutschland bezüglich Mietwagen, Nutzungsausfall, Sachverständigenkosten oder Anwaltskosten höhere Kosten anfallen. Hier ist eine Korrektur des Grenzverlauf sinnvoll.